# روني بوند
روني بوند (بالإنجليزية: Ronnie Bond)‏ هو موسيقي أمريكي، ولد في 4 مايو 1940 في Andover, Hampshire ‏ في المملكة المتحدة، وتوفي في 13 نوفمبر 1992 في ونشستر في المملكة المتحدة.

## وصلات خارجية
- روني بوند على موقع IMDb (الإنجليزية)
- روني بوند على موقع ميوزك برينز (الإنجليزية)
- روني بوند على موقع ديسكوغز (الإنجليزية)